# گروه‌های نجومی در ایران
گرچه ستاره‌شناسی در ایران پیشینه‌ای دراز دارد ولی امروزه به دلیل رشد نامتقارن علوم مهندسی و پایه در کشور، دانش ستاره‌شناسی در ایران چندان برای عموم مردم شناخته شده نیست و گروه‌های نجومی با هدف توسعه نجوم در کشور فعالیت دارند که ایران را می‌توان جزو کشورهایی که بیشترین منجم آماتور در رده سنی جوانان دارد شناخت. گروه‌های نجومی در کشور از سال ۱۳۸۰ به صورت رسمی توسعه یافتند و در قالب شرکت‌ها، انجمنها، گروه‌های دانشجویی و سازمان‌های مردم نهاد فعالیت دارند.

## گروه‌های نجومی ایران
گروه‌های نجومی بسیاری در سراسر ایران فعالیت می‌کنند:

### مراغه
1. انجمن نجوم رصدخانه مراغه

از جمله انجمن های نجومی فعال دارای مجوز از وزارت کشور و وزارت علوم (مرکز تحقیقات نجوم و اخترفیزیک) در کشور است که فعالیت خود را از سال ۸۴ توسط برخی فعالین و دانش آموزان المپیادی از جمله دکتر محسن خان بابازاده (موسس و رییس انجمن نجوم رصدخانه مراغه) آغاز کرد.

### اردبیل
1. انجمن ستاره شناسان کیهان بیکران آسمان سبلان اردبیل
2. باشگاه ستاره‌شناسی اردبیل

### اصفهان
1. مرکز آموزش نجوم ادیب
2. آسمان‌سرای سها
3. خانه نجوم خمینی شهر

### بوشهر
- انجمن نجوم بوشهر (با ۱۸ شاخه در شهرستانها و شهرهای استان)[۱]
- رصدخانه مهر بوشهر
- پژوهش‌سرای دانش آموزی شهید خوشبخت
- انجمن نجوم ساروس دانشگاه پیام نور بندر گناوه[۲]

### تهران
1. رصدخانه و مرکز نجوم کانون پرورش فکری کودکان و نوجوانان (رصدخانه زعفرانیه)
2. مرکز علوم و ستاره‌شناسی تهران
3. انجمن نجوم آماتوری ایران
4. ستاره شناسان برساوش
5. دلفین
6. دبیرستان فرزانگان

### خراسان جنوبی
1. خانه نجوم شهرستان فردوس
2. پاسارگاد

### دامغان
- انجمن علوم و ستاره‌شناسی استان سمنان( انجمن نجوم دامغان)

### رشت
- انجمن نجوم روجا
- انجمن نجوم ثاقب
- گروه نجوم کویپر رشت
- لاهیجان:
- اِکلیل شمالی

### زاهدان (سیستان و بلوچستان)
- انجمن نجوم خیام زاهدان

### سمنان
1. گروه نجوم فردوس سمنان
2. گروه نجوم کانون بسیج سمنان
3. گروه نجوم پژوهش سرای دانش آموزی سمنان
4. انجمن سهیل سمنان
5. زاوس

### سعادت شهر
- فردوس

### شیراز
1. کانون نجوم و اختر فیزیک دانشگاه شیراز
2. انجمن اخترشناسی شیراز،
3. کانون نجوم دانشگاه پیام نور شیراز،
4. مؤسسه نجوم آسمان پارس،
5. مؤسسه نجوم مهر و ماه،
6. فرهنگسرای علوم و نجوم شهرداری شیراز

### قم
- نجومیا

- انجمن مردم نهاد دیده‌بان آسمان (منجم باشی)
- خیام نیشابوری

### مشهد
1. کانون نجوم آماتوری دانشگاه فردوسی مشهد
2. انجمن نجوم مشهد
3. گروه آسمان نِگری سُها اتومبیل نجوم ایستگاه رصد اولین گروه نجومی سیار در استان خراسان رضوی و کشور

### نیشابور
- انجمن نجوم نیشابور

### مرودشت
انجمن نجوم مرودشت  ( گروه منجمان مرودشت )

### یاسوج
- گروه نجوم سپهر بسیج دانشجویی دانشگاه یاسوج

### متفرقه
1. ستارهٔ شمال
2. باسا
3. گروه نجوم فردوس سمنان
4. زاوس